# Norah Fry

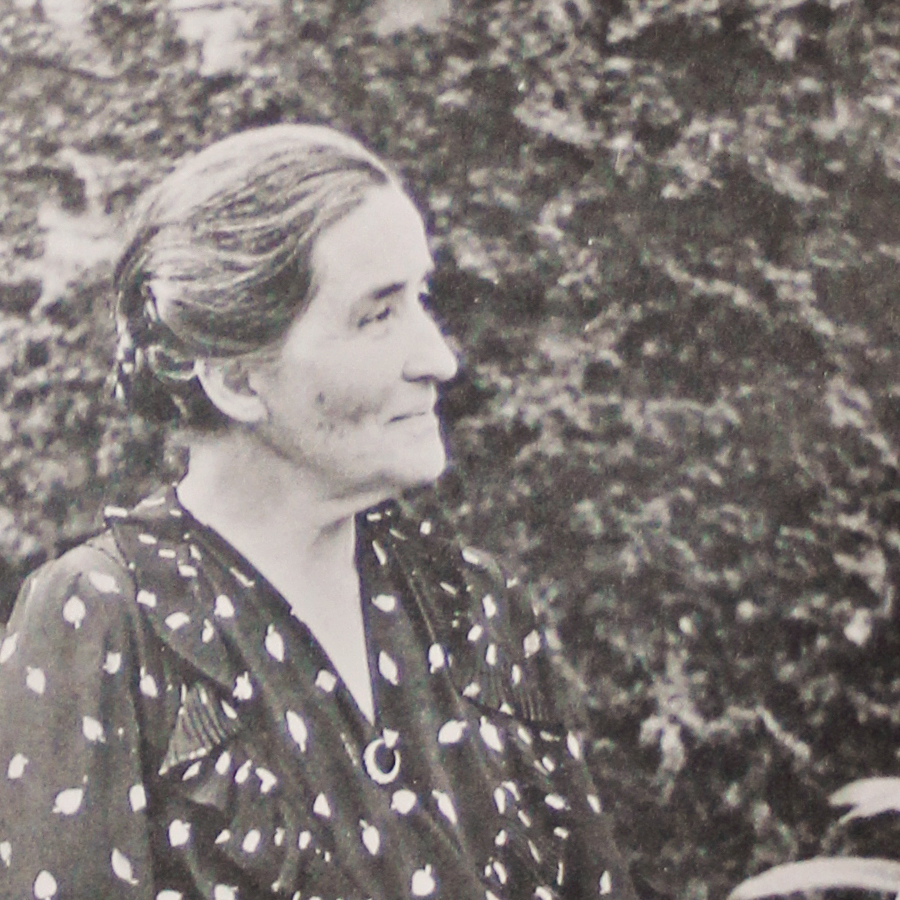
Marion Fry Pease (1912)

Norah Lillian Cooke-Hurle (* 1871 in Clifton, Vereinigtes Königreich; † 2. Juni 1960 in Kilve, Vereinigtes Königreich) war eine britische Aktivistin. Sie war eine Pionierin der psychiatrischen Versorgung und eine der ersten Frauen, die sich für Menschen mit Lernbehinderungen einsetzte. Sie wurde 1918 die erste Stadträtin in Somerset.

## Leben und Werk

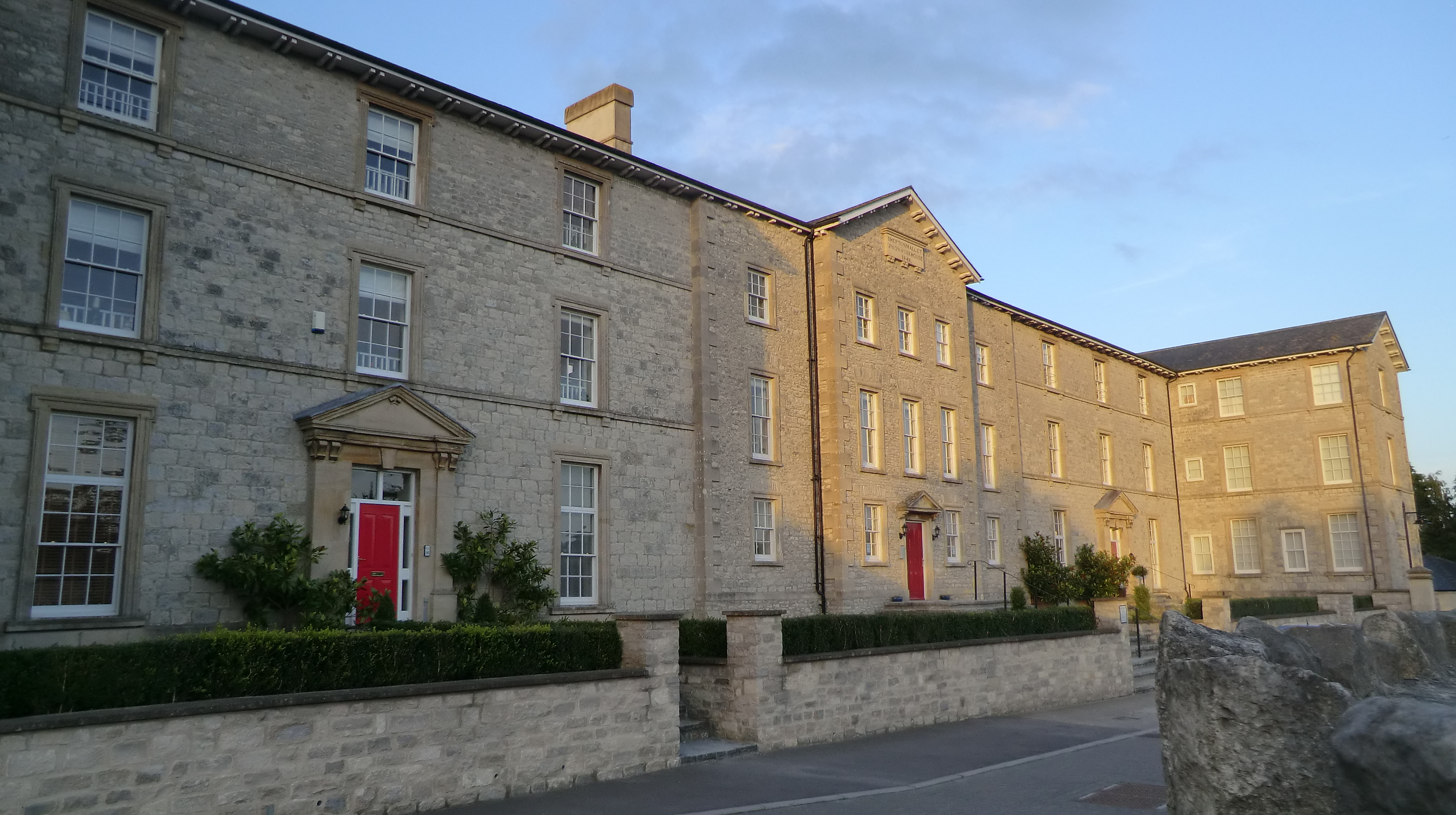
Ehemaliges Shepton Mallet Union Workhouse, später Norah Fry Hospital, heute Wohnhaus. 2011

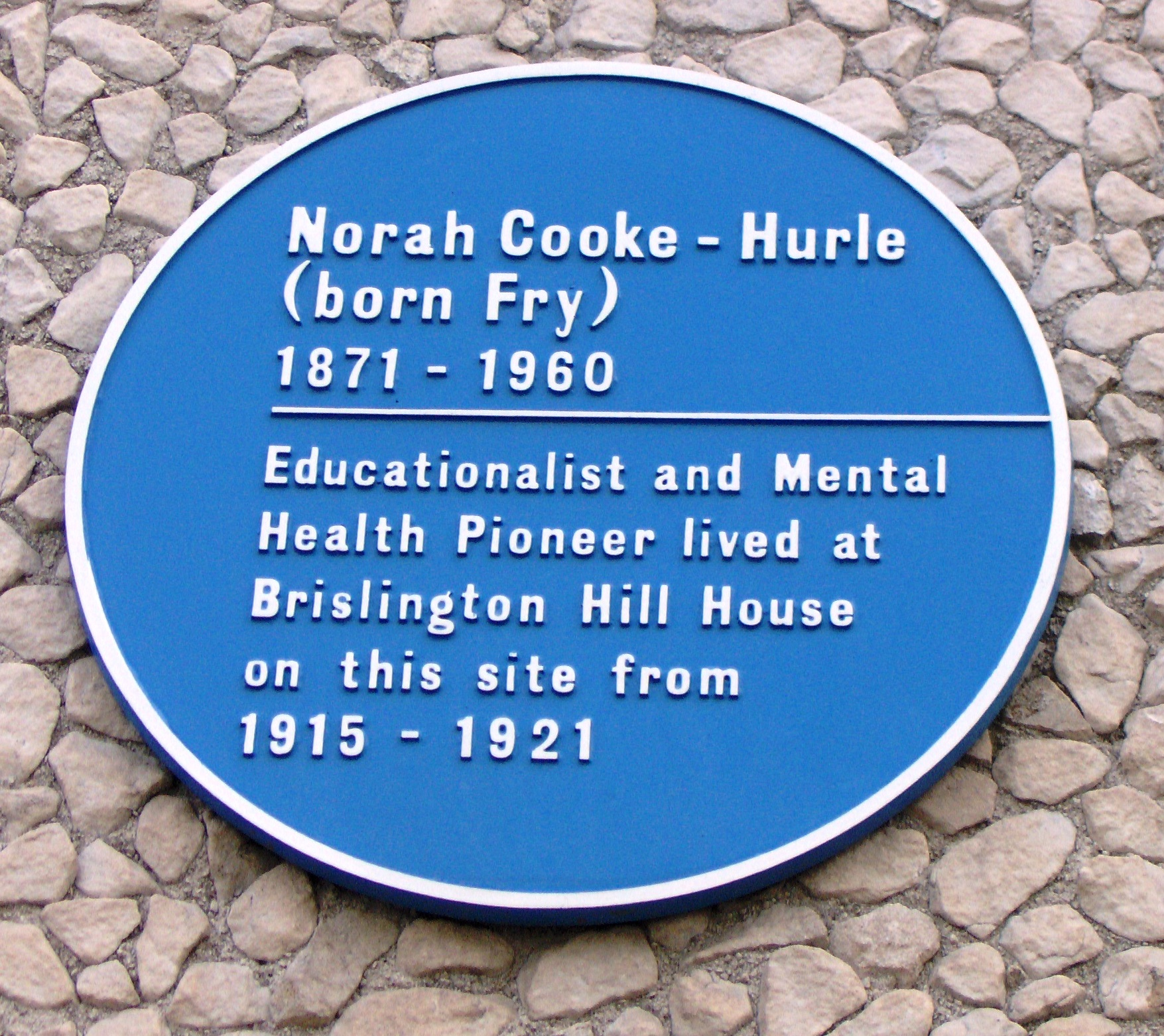
Blaue Plakette in Brislington

Fry war die Tochter von Francis James Fry und seiner Frau Elizabeth Rake und stammte aus einer berühmten Quäkerfamilie aus Bristol, die in der Schokoladenfabrik J. S. Fry & Sons Schokolade und Kakao herstellte. Nach ihrem Studienabschluss an der Universität Cambridge erhielt sie eine Ausbildung bei der Charity Organisation Society.
1898 begann Fry die sozialen Bedingungen und Bildungsbedürfnisse von Menschen mit Lernbehinderungen in Bristol und Somerset zu untersuchen. 1905 legte sie einer königlichen Kommission ihre Ergebnisse vor. Über 50 Jahre lang setzte sie sich für Menschen mit Lernbehinderungen ein und warb für die Unterstützung von Schulen für Menschen, die von der Bildung ausgeschlossen waren. Sie versuchte auch, neue Formen der Wohnunterstützung zu etablieren.
Fry setzte sich für bessere Dienstleistungen für Menschen mit Lernschwierigkeiten ein. Sie war sehr besorgt über den Mangel an geeigneten Schulen für beeinträchtigte Kinder und den Mangel an Wohnraum für Menschen mit Lernschwierigkeiten. Über fünfzig Jahre lang war sie Mitglied des Rates der University of Bristol und pflegte ein sehr enges Verhältnis zum Universitätspersonal. Sie war Vorsitzende des gesetzlichen Ausschusses für geistige Beeinträchtigung und Mitglied der Somerset Association for Mental Welfare (SAMW).
Als sie 1960 starb, hinterließ sie der University of Bristol Geld, das für die Lehre und für die Erforschung der Bedürfnisse von Menschen mit Lernbehinderungen und psychischen Erkrankungen verwendet werden sollte.
Das Norah Fry Research Centre an der Universität Bristol wurde 1988 nach ihr benannt, ebenso wie ein Krankenhaus in Shepton Mallet.